# Dualism
Dualism es el cuarto álbum de la banda holandesa de metal Textures. Es el primer disco con Daniel de Jongh como vocalista y Uri Dijk en los sintetizadores. El disco fue lanzado el 23 de septiembre de 2011 en Europa, Sudamérica y Asia, y el 27 de septiembre en Norteamérica, todos ellos a través de la discográfica Nuclear Blast.
El primer sencillo, "Reaching Home" fue presentado el 19 de agosto en todo el mundo, con un videoclip de la canción. El mismo día, el baterista Stef Broks colgó un video en SickDrummer.com donde aparecía él mismo tocando otro nuevo tema titulado "Singularity".
El álbum fue producido por el guitarrista Jochem Jacobs, como en ocasiones anteriores, y fue grabado en Split Second Sound Studio, en Ámsterdam. El diseño del disco corresponde al antiguo vocalista, Eric Kalsbeek junto con el bajista, Remko Tielemans.

## Lista de canciones
| N.º | Título                              | Duración |  |
| 1.  | «Arms of the Sea»                   | 6:33     |  |
| 2.  | «Black Horses Stampede»             | 3:56     |  |
| 3.  | «Reaching Home»                     | 5:10     |  |
| 4.  | «Sanguine Draws the Oath»           | 5:51     |  |
| 5.  | «Consonant Hemispheres»             | 4:20     |  |
| 6.  | «Burning the Midnight Oil»          | 5:39     |  |
| 7.  | «Singularity»                       | 6:46     |  |
| 8.  | «Minor Earth, Major Skies»          | 4:40     |  |
| 9.  | «Stoic Resignation»                 | 5:08     |  |
| 10. | «Foreclosure»                       | 2:56     |  |
| 11. | «Sketches from a Motionless Statue» | 5:21     |  |

## Personal
- Daniel de Jongh - Voz
- Jochem Jacobs - Guitarras, coros
- Bart Hennephof - Guitarras
- Uri Dijk - Sintetizador
- Remko Tielemans - Bajo
- Stef Broks - Batería

Grabado y producido por Jochem Jacobs
Artwork por Eric Kalsbeek y Remko Tielemans